# Nico Stehle
Nico Stehle (* 12. Januar 1981) ist ein deutscher Tischtennisspieler. Er wurde 2008 Deutscher Vizemeister im Herren-Doppel.

## Karriere
Stehle, der als Neunjähriger bei der SG Aulendorf mit dem Tischtennissport begann, spielte nach den Stationen TTF Ochsenhausen (bis 1996), TTC Grenzau (1996–1999) für den ASV JOOLA Landau (1999–2002) und danach für den Erstligisten TTV RE-BAU Gönnern. Von 2005 bis 2012 war er für den TTC Herbornseelbach in der Regionalliga aktiv, anschließend wechselte er zum Ligakonkurrenten SV Schott Jena. Dort erlebte er 2015 den Aufstieg in die 3. Bundesliga Süd. 2018/19 schlug er als Spitzenspieler für den TV 1863 Leiselheim, wiederum in der 3. Bundesliga Süd, auf, danach wechselte er nach Biebrich. 2010 gewann er zum siebten Mal die Deutsche Hochschulmeisterschaft.

## Beruf
Nach dem Abitur nahm Stehle ein Studium der Betriebswirtschaftslehre an der FernUniversität in Hagen auf. Später wechselte er an die Johannes Gutenberg-Universität Mainz. Seit 2012 ist er Geschäftsführer der TTBL Sport GmbH.

## Erfolge
- Hessenvizemeister im Herren-Einzel: 2009
- Bronzemedaille bei der Universiade mit der Herren-Mannschaft: 2007
- bis 2010 siebenmal deutscher Hochschulmeister im Einzel
- Deutscher Vizemeister im Herren-Doppel: 2008 (mit Jörg Roßkopf)
- Dritter bei den Deutschen Meisterschaften im Herren-Doppel: 2001 (mit Stefan Feth)
- Südwestdeutscher Meister im Herren-Einzel: 2005
- Südwestdeutscher Meister im Herren-Doppel: 2001 (mit Stefan Feth)
- Hessischer Meister im Herren-Einzel: 2004
- Deutscher Junioren-Meister im Herren-Einzel: 2001
- Deutscher Junioren-Meister im Herren-Doppel: 2001 (mit ?)
- Europameister im Jungen-Doppel und mit der Jungen-Mannschaft: 1998
- Europameister im Schüler-Doppel (mit Timo Boll) und mit der Schüler-Mannschaft: 1995
- Deutscher Meister im Jungen-Doppel: 1998 (mit Timo Boll)

## Turnierergebnisse
| Verband | Veranstaltung                         | Jahr | Ort      | Land | Einzel    | Doppel | Mixed | Team |
| ------- | ------------------------------------- | ---- | -------- | ---- | --------- | ------ | ----- | ---- |
| GER     | Jugend-Europameisterschaft (Kadetten) | 1995 | Den Haag | NED  |           | Gold   |       | 1    |
| GER     | Jugend-Europameisterschaft (Junioren) | 1998 | Norcia   | ITA  |           | Gold   |       | 1    |
| GER     | Pro Tour                              | 2007 | Bremen   | GER  | letzte 64 |        |       |      |
| GER     | Pro Tour                              | 2006 | Bayreuth | GER  | letzte 64 |        |       |      |